# Pterolophia chekiangensis
Pterolophia chekiangensis là một loài bọ cánh cứng trong họ Cerambycidae.